# Kairo (personaggio)
Kairo (a volte pronunciato Cairo o Kyro) è la spalla aliena della Lanterna Verde della Silver Age, Hal Jordan, come presentato nel cartone animato del 1967 The Superman/Aquaman Hour of Adventure.

## The Superman/Aquaman Hour of Adventure
Creato unicamente per la serie The Superman/Aquaman Hour of Adventure, Kairo non comparve mai in un fumetto della DC Comics. Comparve in tutti i corti in cui fu protagonista Lanterna Verde durante il corso della serie, e lo aiutò a sconfiggere nemici come Evil Star, Orc e Sirena. Kairo venne creato come rimpiazzo di Tom "Faccia da torta" Kalmaku, spalla dei fumetti di Hal Jordan, poiché "Faccia di torta" aveva dei collegamenti razziali e avrebbe potuto offendere gli spettatori.
La Lanterna Verde Kai-Ro, che comparve successivamente nella serie animata Batman of the Future (1999) ed in Justice League Unlimited (2004), si chiama così in omaggio al suo predecessore animato.

## Biografia del personaggio
Descritto come "l'aiutante venusiano di Lanterna Verde", il giovane Kairo seguì Hal Jordan (a cui si riferiva chiamandolo "Capo") in giro per la galassia aiutandolo in tutti i modi possibili, nonostante non avesse alcun superpotere. Anche se non ci fu mai una storia delle origini di questo personaggio, si sa che proviene da Venere e che incontrò Jordan durante una delle sue avventure, e che è una delle pochissime persone sulla Terra a conoscere la sua identità segreta. Essendo una specie di meccanico, aiutò a riparare una grande quantità di dispositivi di Jordan, quali il suo aeroplano, e una volta aggiustò la sua batteria del potere personale colpendola. Dato che non ha i mezzi per viaggiare nello spazio da solo, cavalca sulle spalle di Jordan attraverso il cosmo.